# Domenico Pinelli

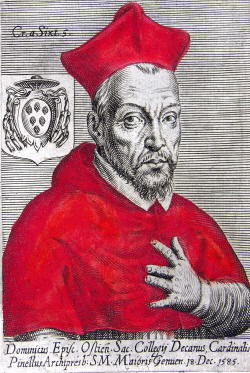
Kardinal Domenico Pinelli

Domenico Pinelli (* 21. Oktober 1541 in Genua; † 9. August 1611 in Rom) war ein Kardinal der Römischen Kirche und Kardinaldekan.

## Leben
Pinelli entstammte einer Senatorenfamilie aus Genua. Er war bis 1562 an der Universität Padua. 1563 nach Rom gerufen, arbeitete er seither in den Diensten der Kurie. Von 1577 bis 1585 war Pinelli Erzbischof von Fermo. Er wurde am 18. Dezember 1585 von Papst Sixtus V., seinem Onkel, zur Kardinalswürde erhoben und im Mitte Januar 1586 als Kardinalpriester der Titelkirche San Crisogono installiert. Von 1586 an war er unter anderem in Umbrien und Perugia (1591) päpstlicher Legat. 1602 wechselte er die Titelkirche und erhielt Santa Maria in Trastevere. Im Pontifikat Klemens VIII. wurde Domenico Pirelli nacheinander Kardinalbischof von Albano (1603), von Frascati (1603 bis 1605) und unter Paul V. von Porto e Santa Rufina (1605 bis 1607) sowie Kardinalsubdekan. 1607 avancierte er zunächst zum Präfekten der Ritenkongregation, kurz darauf wurde er Dekan des Kardinalskollegiums und damit verbunden auch Kardinalbischof von Ostia und Velletri. Alle drei Ämter hatte Kardinal Pinelli von 1607 bis zu seinem Tod 1611 inne.
Er wurde in der römischen Basilika Santa Maria Maggiore beigesetzt.